# Чемпионат Англии по регби
Английская Премьер-лига (англ. Premiership Rugby, также известна как Gallagher Премьершип по названию спонсора, англ. Gallagher Premiership) — высший дивизион чемпионата Англии по регби. В турнире выступают 12 клубов. Чемпионат проходит с сентября по май и состоит из двух частей: регулярного двухкругового турнира и стадии плей-офф, в которой участвуют четыре лучшие команды предыдущего этапа. Финальный матч традиционно проходит на лондонском стадионе «Туикенем». В зависимости от занятого места английские клубы получают право выступать в еврокубках, Кубке чемпионов и Кубке вызова. Каждый год команда, занявшая последнее место, выбывает во второй по значимости дивизион английской регбийной пирамиды — Чемпионшип, а на смену ей приходит его победитель.
С момента основания турнира в 1987 году, победителем становилось 9 команд, а рекорд принадлежит «Лестер Тайгерс» с десятью титулами. За 31 сезон проведения чемпионата лишь четыре клуба приняли участие во всех его розыгрышах: «Бат», «Глостер», «Лестер Тайгерс» и «Уоспс». Действующим чемпионом Англии является клуб «Сарацины».

## История

### Клубное регби в Англии до 1972 года
Английский Регбийный союз долгое время не одобрял введение в стране системы лиг, так как опасался, что после этого участится число случаев «грязной игры», а клубам придётся платить своим игрокам. Вместо этого клубы играли товарищеские матчи, а единственными серьезными турнирами были Кубки и чемпионаты графств. В первых соревновались клубы, а во вторых — сборные команды графств. The Daily Telegraph и некоторые другие газеты составляли отчёты о выступлениях команд, но они часто были неполными и в лучшем случае оценить команды можно было лишь приблизительно.

### Лиги и кубки, 1972—1995
В 1972 году Регбийный союз одобрил создание первого национального кубка — Клубного турнира Регбийного союза, предшественника современного Англо-валлийского кубка. Система лиг начала развиваться с 1987 года, с созданием пирамиды из приблизительно 1000 клубов в 108 лигах, в каждой из которых предусматривалось повышение и понижение.
В первом сезоне матчи назначались на удобные каждой паре встречающихся команд даты. В нём приняли участие «Бат», «Бристоль», «Ковентри», «Глостер», «Харлекуинс», «Лестер Тайгерс», «Мозли», «Ноттингем», «Оррелл», «Сейл Шаркс», «Уоспс» и «Ватерлоо». Первый сезон был крайне успешен: клубы высших дивизионов говорили о небывалом наплыве болельщиков, интересе со стороны местных и национальных спонсоров и высоком уровне игроков. Опасения, что введение системы лиг приведёт к увеличению количества случаев насилия на поле, не подтвердились. Первым чемпионом стали «Лестер Тайгерс».
В следующем сезоне Регбийный союз лишил клубы права выбирать даты матчей в лиге и назначил их на субботы. В первые сезоны команды играли друг с другом только по одному разу. В те годы наиболее сильными были «Бат» и «Лестер Тайгерс». В 1994 году было принято решение проводить чемпионат в два круга с гостевыми и домашними матчами. А сезон 1994/95 был первым показанным по Sky Sports, компания сохраняла телеправа до сезона 2013/14, когда их выкупил BT Sport.

### 1996 год: Введение профессионального статуса для клубов
Начиная с сезона 1996/97 лига стала профессиональной, а первым её чемпионом стали «Уоспс». Однако не всем эти изменения пошли на пользу — многие местные бизнесмены отказались спонсировать клубы, что в случае с «Лондон Скоттиш» привело к серьёзным финансовым проблемам и исчезновению клуба.

### 2000—2002: Премьер-лига, Чемпионшип и введение плей-офф
В сезоне 2000/01 структура проведения была вновь изменена. Начал проводиться плей-офф из восьми команд, получивший название Чемпионшипа. Но тем не менее, чемпионом продолжала считаться команда, занявшая первое место в регулярном чемпионате.
В середине сезона 2001/02, когда «Лестер Тайгерс» были наиболее вероятным обладателем очередного, четвертого подряд, титула, было предложено считать единственным чемпионом победителя плей-офф. Однако болельщики начали протестовать против этого и предложение не было принято.

### 2003—2014: плей-офф
Начиная с сезона 2002/03 вместо Чемпионшипа был предложен новый вариант плей-офф. Он подразумевал необходимость клуба, занявшего первую строчку таблицы играть с победителем матча между второй и третьей командами. Победитель этого матча становился чемпионом Англии. Однако в том сезоне обладатель первого места «Глостер» получил трёхнедельный перерыв, во время которого игроки потеряли форму, а «Уоспс» в этот период обыграли «Нортгемптон Сэйнтс» и в финале без труда выиграли 39—3. В сезоне 2005/06 формат плей-офф вновь изменился, теперь проводилось два полуфинала — первое место с четвёртым и второе с третьим и финал между победителями пар.
С введения системы плей-офф только три команды сумели выиграть и регулярный чемпионат и плей-офф в одном сезоне: «Лестер Тайгерс» (2000/01, 2008/09 и 2009/10), «Сейл Шаркс» (2005/06) и «Харлекуинс» (2011/2012).
Из всех команд «Уоспс» удалось воспользоваться таким форматом наилучшим образом. Они четырежды (в 2003, 2004, 2005 и 2008 годах) выигрывали плей-офф, при этом ни разу не заняв первое место по итогам регулярного чемпионата. А «Глостер», напротив, трижды заканчивал сезон первым (в 2003, 2007 и 2008 годах), но не сумел выиграть плей-офф.
В сезоне 2011/12 чемпионом впервые стал «Харлекуинс», который впервые играл в плей-офф и выиграл в финале «Лестер» со счётом 30—23. Они стали лишь шестой командой, которая выигрывала Премьер-лигу с момента её основания в 1997 году. Другими пятью были «Ньюкасл Фэлконс», «Уоспс», «Сейл Шаркс» «Лестер Тайгерс» и «Сэрасинс». В сезоне 2012/13 десятый чемпионский титул взяли регбисты «Лестер Тайгерс». А в сезоне 2013/14 финал впервые выиграл «Нортгемптон Сэйнтс», обыграв в полуфинале предыдущих чемпионов, для которых это был бы десятый финал подряд. А в финале был обыгран «Сэрасинс».

### 2014—н.в.: сотрудничество с командами США
В 2014 году английская Премьер-лига предприняла шаги по расширению бренда в США. В 2013 году регбийные органы двух стран пришли к соглашению о создании профессиональной регбийной лиги в США, а затем к ним присоединилась французская Национальная регбийная лига. Первым шагом была организация двух матчей между «Американ Барберианс», команды известных международных игроков, и команды американской молодёжи. Матчи должны были пройти в августе в Лондоне и США, но они не осуществились. В августе 2014 года председатель совета директоров «Лестер Тайгерс» Питер Том заявил о возможности проведения нескольких матчей Премьер-лиги в США. Первый такой матч прошёл 12 марта 2016 года. На Ред Булл Арене сыграли «Сэрасинс» и «Лондон Айриш».

## Формат
12 клубов играют круговой турнир в 22 тура. По его итогам клуб, занявший 12 место покидает чемпионат, а 4 лучшие команды проводят полуфинальные матчи и финал.
За победу начисляется 4 очка, за ничью — 2, за 4 попытки начисляется бонусное очко, бонусное очко также начисляется при поражении менее 7 очков.
Первые шесть команд попадают в Кубок европейских чемпионов, а остальные в Европейский кубок вызова.

## Участники 2017/2018
| Клубы Премьер-лиги   |         |                   |                     |          |                     |
| Клуб                 | Основан | Город             | Стадион             | Вмещает* | Титулов (последний) |
| «Бат»                | 1865    | Бат               | «Рекриэйшн Граунд»  | 14 500   | 6 (1996)            |
| «Вустер»             | 1871    | Вустер            | «Сиксуэйс»          | 11 499   | нет                 |
| «Глостер»            | 1873    | Глостер           | «Кингсхолм»         | 16 115   | нет                 |
| «Лестер Тайгерс»     | 1880    | Лестер            | «Уэлфорд Роуд»      | 25 849   | 10 (2013)           |
| «Лондон Айриш»       | 1898    | Рединг            | «Мадейски»          | 24 200   | нет                 |
| «Нортгемптон Сэйнтс» | 1880    | Нортгемптон       | «Франклинс Гарденс» | 15 500   | 1 (2014)            |
| «Ньюкасл Фэлконс»    | 1877    | Ньюкасл-апон-Тайн | «Кингстон Парк»     | 10 200   | 1 (1998)            |
| «Сарацины»           | 1876    | Лондон            | «Барнет Коптхолл»   | 10 000   | 3 (2016)            |
| «Сейл Шаркс»         | 1861    | Солфорд           | «Солфорд Сити»      | 11 500   | 1 (2006)            |
| «Уоспс»              | 1867    | Ковентри          | «Рико Арена»        | 32 600   | 6 (2008)            |
| «Харлекуинс»         | 1866    | Лондон            | «Туикенем Ступ»     | 14 800   | 1 (2012)            |
| «Эксетер Чифс»       | 1871    | Эксетер           | «Сэнди Парк»        | 12 500   | 1 (2017)            |

* Вместимость на матчах по регби может отличаться от полной вместимости стадионов.

## Спонсоры
- Courage League: с 1987 по 1997 годы
- Allied Dunbar Premiership: с 1997 по 2000 годы
- Zurich Premiership: с 2000 по 2005 годы
- Guinness Premiership: с 2005 по 2010 годы
- Aviva Premiership: с 2010 года

## Чемпионы
| Команда              | Чемпион | Победные сезоны                                                  | Побед в регулярном чемпионате |
| -------------------- | ------- | ---------------------------------------------------------------- | ----------------------------- |
| «Лестер»             | 11      | 1988, 1995, 1999, 2000, 2001, 2002, 2007, 2009, 2010, 2013, 2022 | 11                            |
| «Бат»                | 7       | 1989, 1991, 1992, 1993, 1994, 1996, 2025                         | 8                             |
| «Сарацины»           | 6       | 2011, 2015, 2016, 2018, 2019, 2023                               | 4                             |
| «Уоспс»              | 6       | 1990, 1997, 2003, 2004, 2005, 2008                               | 3                             |
| «Эксетер Чифс»       | 2       | 2017, 2020                                                       | 3                             |
| «Нортгемптон Сэйнтс» | 2       | 2014, 2024                                                       | 2                             |
| «Харлекуинс»         | 2       | 2012, 2021                                                       | 1                             |
| «Ньюкасл Фэлконс»    | 1       | 1998                                                             | 1                             |
| «Сейл Шаркс»         | 1       | 2006                                                             | 1                             |
| «Глостер»            | 0       | —                                                                | 3                             |

## Медиаправа
Права на показ Авива Премьершип в Великобритании принадлежат компании BT Sport. Контракт на показ 69 матчей в прямой трансляции обошёлся в 125 млн. £ и был подписан 12 мая 2012 года и вступит в силу начиная с сезона 2013/14. Права на показ матчей в Австралии принадлежат Сетанта Спорт, а в США — 21st Century Fox.